# Opentype

Normala kyrilliska bokstäver (vänster) samt kursiva varianter så som de ser ut i ryska (mitten) respektive serbiska och makedonska (höger). Bokstäver som kan se olika ut för olika språk och länder är ett exempel på ett problem där Unicode-stöd inte är tillräckligt och något som Opentype och konkurrerande tekniker måste lösa.

Opentype, i marknadsföring skrivet OpenType, är ett typsnittsformat utvecklat av Microsoft och Adobe. Opentype är en vidareutveckling av Truetype Open. Microsoft kallade det internt ”Truetype Open v. 2.0” men det ändrades till Opentype före lanseringen av formatet. Version 1.4 av Opentype-specifikationen nämner dock i inledningen att Opentype-typsnitt också kallas för Truetype Open v. 2.0 eftersom de använder Truetypes filformat. Opentype antogs 2007-03-06 som ISO-standard (ISO/IEC 14496-22:2007) under namnet Open Font Format (OFF). Standarden bygger på version 1.4.
Teckenkodningen är Unicode-baserad, i likhet med de flesta Truetype-typsnitt, och till skillnad mot Typ 1-typsnitt. Ett typsnitt kan därmed innehålla upp till 65 536 tecken. Formatet är plattformsoberoende, och finns i två varianter: den Truetype-baserade varianten med filändelsen .ttf, och den Postscript-baserade med filändelsen .otf. 
Stöd för Opentype finns inbyggt i Windows 2000, Windows XP, Windows Vista och MacOS. Biblioteken Pango och QT, som används på bland annat Linux, stödjer båda Opentype. Under Windows 95, 98 och ME fungerar Opentype med Truetype-konturer precis som Truetype Open, medan varianten med Postscript Typ 1-konturer förutsätter att Adobe Type Manager är installerat. Ett typsnitt i Opentype-format kan innehålla en rad finesser för förbättrad typografi, till exempel kapitäler, versala och gemena siffror (såväl proportionella för löpande text som linjerande för uppställningar), olika varianter av bråktal, en mängd ligaturer, historiska varianter av vissa tecken m.m. Dock innehåller långtifrån alla typsnitt i Opentype-format allt detta och inte alla program för textbehandling kan dra nytta av alla finesser. Palatino från Linotype är ett typsnitt i Opentype-format med Truetype-konturer (.ttf) som utnyttjar många Opentype-funktioner. 
Exempel på rikligt utrustade typsnitt i Opentype-format med Postscript-konturer (.otf) är Adobes och Monotypes typsnitt med tillägget Pro, till exempel Minion Pro respektive Gill Sans MT Pro. Ett program som till fullo stöder Opentype-formatet och dess möjligheter är Adobe Indesign.